# 哈米·麦克米伦 (1992年)
小哈米·麦克米伦（英語：Hammy McMillan Jr.，1992年5月29日—），苏格兰男子冰壶运动员。他曾代表英国参加2022年冬季奥林匹克运动会冰壶比赛，获得男子四人银牌。

## 家庭
父亲老哈米·麦克米伦。